# Botoks (serial telewizyjny)
Botoks – polski serial telewizyjny z gatunku thriller, dramat z 2018 roku napisany i wyreżyserowany przez Patryka Vegę będący rozszerzeniem wątków historii i bohaterów znanych z filmu. Premiera serialu odbyła się na platformie Showmax 31 stycznia 2018 r., a kolejne odcinki wypuszczane były co tydzień. Oglądanie serialu dozwolone od lat 18.

## Fabuła
Serial rozszerza wątki bohaterów znanych z filmu. Poznajemy historię transseksualnego Marka vel Gosi (Sebastian Fabijański), który urodził się dziewczynką a następnie poddał się operacji zmiany płci. Oprócz Marka twórcy rozszerzyli także wątki rodzeństwa – Danieli (Olga Bołądź) i Darka (Tomasz Oświeciński), którzy po śmierci rodziców chcą zmienić swoje życie wstępując do służb ratownicznych; oraz Beaty (Agnieszka Dygant) – uzależnionej od opioidów kobiety, która w wypadku motocyklowym straciła narzeczonego.

## Obsada
- Olga Bołądź – Daniela
- Sebastian Fabijański – Marek vel Gosia
- Tomasz Oświeciński – Darek
- Piotr Stramowski – Michał
- Marieta Żukowska – Patrycja Banach
- Agnieszka Dygant – Beata Winkler
- Katarzyna Warnke – Magda
- Janusz Chabior – Ordynator oddziału
- Jan Frycz – Tata Marka vel Małgosi
- Iwona Bielska – Mama Marka vel Małgosi
- Katarzyna Wincza – Marek vel Małgosia jako dziecko

## Spis odcinków
| Premiera odcinka | N/o | Polski tytuł |
| ---------------- | --- | ------------ |
|                  |     |              |
| Seria pierwsza   |     |              |
|                  |     |              |
| 31.01.2018       | 01  | Przemiana    |
|                  |     |              |
| 07.02.2018       | 02  | Zbrodnia     |
|                  |     |              |
| 14.02.2018       | 03  | Odwet        |
|                  |     |              |
| 21.02.2018       | 04  | Sumienie     |
|                  |     |              |
| 28.02.2018       | 05  | Pokuta       |
|                  |     |              |
| 07.03.2018       | 06  | Zatracenie   |
|                  |     |              |